# 麥克爾南/貝爾格拉維亞站
麥克爾南/貝爾格拉維亞站（英語：McKernan/Belgravia Station）是一個位於加拿大亞伯達省首府愛德蒙頓，屬市營愛德蒙頓輕軌首都線的一個輕軌車站。

## 站體
車站座落於市內麥克爾南和貝爾格拉維亞兩社區，站體主要位於麥克爾南境內。站體位於114街上，並在76大街至77大街之間；擁有123公尺長的島式月台，可容納其5個車廂的車輛停靠。
另外車站南側出口亦有設置人行地下道供行人橫跨114街至麥克爾南社區東側。

## 歷史

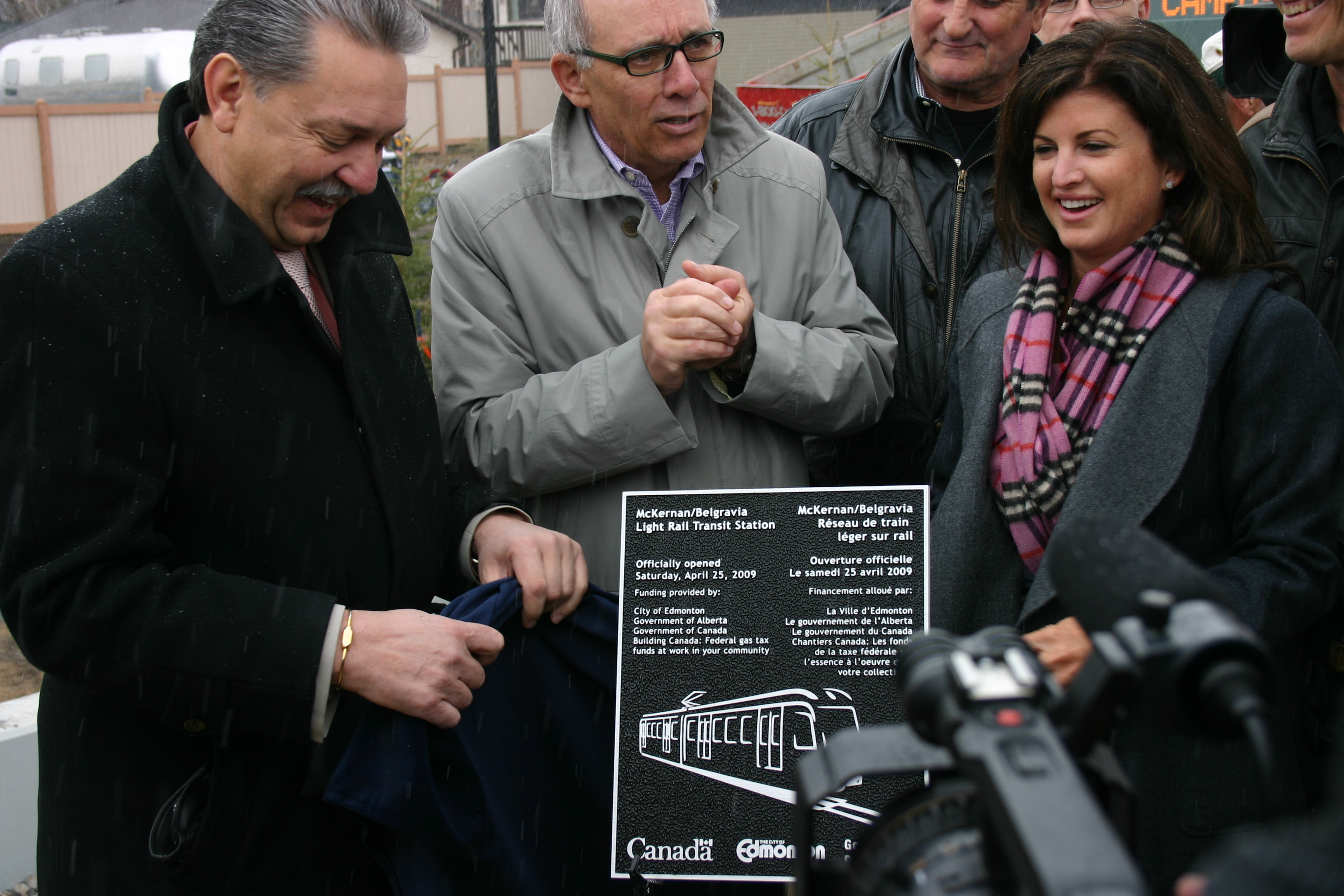
麥克爾南/貝爾格拉維亞站通車典禮

此站原先預定名為76大街站（76 Avenue Station），最終因麥克爾南和貝爾格拉維亞社區中心雙方都希望鄰近車站可以展現其社區的特色，市政府於2006年十月經過投票後將名稱改為今名。
車站於2009年4月25日首次開通，並在隔天正式開始通車服務。
同時，此站亦為全愛德蒙頓輕軌系統中最少使用人次的車站，每日不超過5,000人使用。

## 鄰近設施
- 麥克爾南學校
- 麥克爾南
- 貝爾格拉維亞

## 資料來源
1. ↑   (PDF), 2021-02-05  [2023-05-14], （原始内容存档 (PDF)于2023-03-28）
2. ↑  City of Edmonton.  (PDF). City of Edmonton: 700. July 2011  [May 30, 2012]. （原始内容 (PDF)存档于June 1, 2012）.
3. ↑  LeBlanc, Brittney. . iNews880. April 25, 2009  [November 30, 2011]. （原始内容存档于2012-04-07）.

## 外部連結
维基共享资源上的相關多媒體資源：麥克爾南/貝爾格拉維亞站